# Elsalvadoria
Elsalvadoria is een geslacht van kreeftachtigen uit de klasse van de Malacostraca (hogere kreeftachtigen).

## Soorten
- Elsalvadoria tomhaasi Bott, 1970
- Elsalvadoria zurstrasseni (Bott, 1956)